# Tamaricella apunctata
Tamaricella apunctata är en insektsart som beskrevs av Mitjaev 1975. Tamaricella apunctata ingår i släktet Tamaricella och familjen dvärgstritar.
Artens utbredningsområde är Kazakstan. Inga underarter finns listade i Catalogue of Life.